# San Patrizio (Conselice)
San Patrizio (San Patrèzi in romagnolo) è una frazione di 1 198 abitanti del comune di Conselice, in provincia di Ravenna, situato 3 km a sud del capoluogo comunale. È uno dei due soli paesi d'Italia che portano il nome del santo irlandese.

## Toponimo
La principale caratteristica di questa frazione è sicuramente rappresentata dal nome, assai raro in Italia, ed unico tra i comuni e le frazioni italiane. San Patrizio è infatti un santo estraneo alla tradizione devozionale italiana in quanto ha professato principalmente nelle isole britanniche. D'altra parte è accertata la presenza di monaci irlandesi nel territorio ravennate nel corso dell'Alto medioevo (vedi, ad esempio, Emiliano d'Irlanda).
Secondo la recente interpretazione di uno storico locale, l'origine di San Patrizio potrebbe essere simile a quella di Bertinoro. Come il centro collinare, situato lungo uno dei percorsi che portano dalla Britannia a Roma, fu fondato da alcuni pellegrini, così San Patrizio potrebbe essere stata fondata da fedeli britannici in viaggio verso la Città eterna .

## Monumenti e luoghi d'interesse

### Edifici scomparsi
Pieve di San Patrizio
Si ignora ancora oggi la sua localizzazione. È noto che fu edificata nel IX secolo (quindi è più recente delle altre pievi della pianura ravennate) e che i confini della sua giurisdizione furono ricavati dai pievati vicini. È comunque la pieve più antica del territorio conselicese e lavezzolese. La chiesa fu eretta in un luogo dove preesisteva un'edicola votiva. A partire dal X secolo fu affiancata dal campanile. Il più antico documento che testimonia l'esistenza della Pieve risale al 1092. Attorno alla pieve, nella prima metà del XIII secolo, si formò il paese. I primi abitanti furono conselicesi fuggiti dalle loro case dopo le disastrose inondazioni del Santerno avvenute tra il 1228 e il 1229.

### Edifici esistenti
Chiesa parrocchiale di San Patrizio Vescovo
La chiesa fu eretta quando esisteva ancora la pieve. Dopo l'abbandono della pieve, l'intitolazione al santo irlandese fu trasferita ad essa. A sua volta, dalla chiesa prese il nome il centro abitato, secondo un fenomeno molto comune. È l'unica chiesa dedicata a san Patrizio della Romagna. In tutta Italia vi sono solo sei parrocchie intitolate al santo. La chiesa ha assunto la sua forma attuale nel XVIII secolo, quando fu rifatta la facciata e costruito il nuovo campanile. Le volte e l'abside furono decorate da Augusto Paglierini, pittore di Ferrara.
L'edificio è stato restaurato negli anni 2009-2011. L'umidità di risalita dal terreno minacciava la stabilità della struttura. I lavori sono stati effettuati con tecniche d'avanguardia: le volte sono state collegate tra loro da cavi in fibra di carbonio, l'intero edificio è stato sottoposto a un microclima e le antiche vestigia e fondamenta altomedievali sono state rese visibili da spesse lastre di vetro. Anche il campanile è stato restaurato. All'intervento si è accompagnata una campagna di scavi che ha permesso di individuare il primo edificio. La riapertura ufficiale della Pieve, riportata alla bellezza originaria, si è svolta il 22 maggio 2011.
Nel 2013 è stato aperto, nell'edificio che comprende la chiesa, un museo che raccoglie i reperti archeologici scoperti durante gli scavi. Contestualmente è stato avviato il restauro dell'organo, che si è concluso nel 2014. Risalente al XVIII secolo, lo strumento è un organo positivo, in buona parte fatto di legno, dotato di 503 canne.
Mulino di San Patrizio
Costruito verso la fine del XV secolo, l'antico opificio, che fu di proprietà del duca Francesco Pico della Mirandola, sorge sopra il Canale dei molini di Imola.
Il mulino è costituito da un corpo di fabbrica originario a due piani su pianta rettangolare e da due aggiunte della metà del XX secolo: una a quattro piani, confinante con il mulino, ed una successiva a due piani, più spostata verso est.
Il corpo di fabbrica originario sovrasta l'alveo del canale con due arcate ed è caratterizzato da murature in mattoni faccia a vista che rivelano rimaneggiamenti operati sul corpo murario.
Un portico a quattro pilastri, a parapetto continuo murario, si eleva con un arco sul canale e si addossa alla facciata rivolta verso nord del corpo di fabbrica originario.

Nel fabbricato della metà del XX secolo sono ancora conservati i vecchi macchinari.

## Eventi e ricorrenze
- Lôm a merz (Lume a marzo - la sera del 28 o 29 febbraio)
- "Sagra del tortellone" dal 1985 (l'ultimo fine settimana di agosto)

## Infrastrutture e trasporti
- Vi confluiscono due strade provinciali: la SP 50 «Canalazzo-Bagnarolo» e il ramo originario della SP 610 «Selice-Montanara».[7]
- San Patrizio è servito dalla linea ferroviaria Lavezzola – Lugo.